# Lobophora (bướm đêm)
Lobophora là một chi bướm đêm thuộc họ Geometridae.

## Các loài
Bao gồm các loài:
- Lobophora halterata – Hufnagel, 1767
- Lobophora magnoliatoidata – (Dyar, 1904)